# Lewin Brzeski
Lewin Brzeski (Duits: Löwen) is een stad in het Poolse woiwodschap Opole, gelegen in de powiat Brzeski. De oppervlakte bedraagt 10,35 km², het inwonertal 5843 (2005). De oudste schriftelijke vermelding van de plaats stamt uit 1257, terwijl het in 1333 stadsrechten had. Tot 1945 behoorde Löwen tot het Duitse Rijk; de Duitse bevolking werd na de Duitse nederlaag verdreven.

## Geboren
- Gustav Hellmann

## Verkeer en vervoer
- Station Lewin Brzeski